# Liste der mexikanischen Kinofilme 1928
Die Liste der mexikanischen Kinofilme des Jahres 1928 führt alle in diesem Jahr in Mexiko gedrehten Langfilme auf. Insgesamt gab es in diesem Jahr fünf mexikanische Produktionen. Die in dieser Liste aufgeführten Informationen basieren auf David E. Wilts Buch „The Mexican Filmography 1916 through 2001“, der die vollständigste Filmographie für Mexiko vorgelegt hat.

## Legende
- Titel: Nennt soweit vorhanden den offiziellen deutschen Filmtitel, andernfalls den spanischen Originaltitel.
- Regisseur: Nennt den Regisseur oder die Regisseure des Films.
- Genre: Nennt die Genrezuordnung.
- Darsteller: Nennt drei Hauptdarsteller.
- Besonderheiten: Führt Besonderheiten und Hintergründe zum Film auf.

## Filmliste
| Titel                   | Regisseur          | Genre         | Darsteller                                            | Besonderheiten                                                                |
| ----------------------- | ------------------ | ------------- | ----------------------------------------------------- | ----------------------------------------------------------------------------- |
| El caballero misterioso | Oriel Lester Adams | Abenteuerfilm | Adolfo Girón Laura Valencia Julieta Marcks            |                                                                               |
| El coloso de mármol     | Manuel R. Ojeda    | Filmdrama     | Carlos Villatoro Anita Ruiz Manuel R. Ojeda           | Der Film enthält Originalaufnahmen von der Amtseinführung Emilio Portes Gils. |
| El secreto de la abuela | Beltrán Rendón     | Melodrama     | Cándida Beltrán Rendón Milagros Real Catalina Bárcena |                                                                               |
| Sol de gloria           | Guillermo Calles   | Abenteuerfilm | Guillermo Calles Carlos Miranda Carmen La Roux        |                                                                               |
| Vicio                   | Ángel E. Alvarez   | Filmdrama     | Honorato Reyes Nieva Andrés Reyes Nieva               |                                                                               |